# Dryadonycteris capixaba
Dryadonycteris capixaba é uma espécie de morcego da família Phyllostomidae. É a única espécie descrita para o gênero Dryadonycteris. Endêmica do Brasil, onde pode ser encontrada nos estados do Espírito Santo, Minas Gerais, Sergipe, Alagoas e Pernambuco. 